# Buchstabenspiel

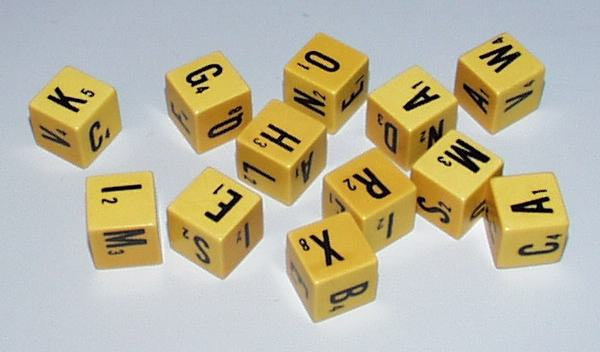
Würfel mit Buchstaben als Symbol ermöglichen diverse Buchstabenspiele.

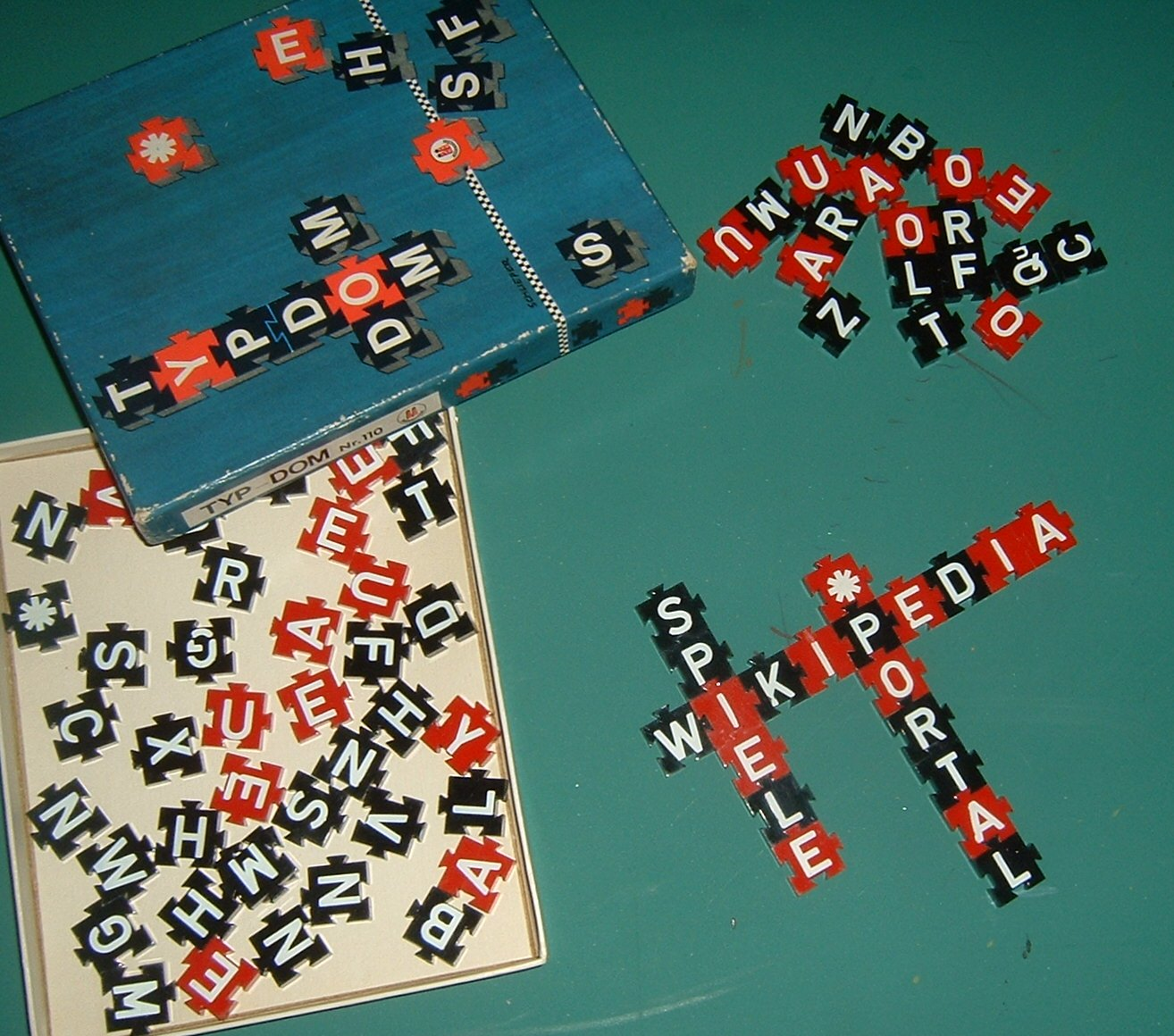
Typ-Dom, Buchstabenlegespiel von 1930

Buchstabenspiele sind Spiele, die auf dem Reiz der Wortbildung durch Buchstabenan- oder -umordnung basieren. Sie waren insbesondere im 16. und 17. Jahrhundert beliebt. Teilweise sind sie in der Art eines Kreuzworträtsels konzipiert.
Buchstabenspiele sind meist Legespiele. Es gibt auch viele einfache Formen, für die man lediglich Bleistift und Papier benötigt.

## Spiele
- Boggle
- Galgenmännchen
- Letra-Mix / Buchstabenwürfel – Scrabble-Variante mit Würfeln
- Sag nix über Pulok
- Stadt, Land, Fluss und Denk Fix Spiele für mehrere Personen, bei denen es um Schnelligkeit geht.
- Typ-Dom ("Typen-Domino") von 1930 – Legespiel
- Diamino von 1935 und Scrabble von 1938 – Brettlegespiele (Brettspiele)
- Scrabble-Karten / Buchstabenkarten – Kartenversion von Scrabble (die Buchstaben sind auf Spielkarten aufgedruckt, mit denen die Wörter gelegt werden). Ähnlich den Buchstabenwürfeln hat dies den Vorteil, dass man kein Spielbrett benötigt. Gegenüber den Buchstabenwürfeln hat es den Vorteil, dass mehr Karten zur Verfügung stehen, also mehr und längere Wörter gebildet werden können.
- Shiritori – Wortkettenspiel
- Ende-Anfang – Zwei Spieler nennen abwechselnd Wörter, wobei der Endbuchstabe des vorigen Wortes der Anfangsbuchstabe des nächsten Wortes sein muss. In der Regel gibt man einen Themenbereich, z. B. Natur, Berufe, o. ä. vor.
- Lingo / Wort-Mastermind – ähnlich dem klassischen Logikspiel Mastermind wählt ein Spieler ein (meist kurzes, 4–6 Buchstaben langes) Wort aus, das sein Gegenspieler erraten muss, indem er (oft auch innerhalb einer vorgegebenen Zeit) gleich lange Wörter nennen muss. Der erste Spieler markiert dann jeweils Buchstaben, die auch im zu erratenden Wort an dieser Stelle stehen (z. B. durch einen Unterstrich oder ein Quadrat um den Buchstaben) sowie Buchstaben, die zwar im zu erratenden Wort ebenfalls vorkommen, dort jedoch an anderer Stelle stehen (z. B. durch eine Wellenlinie unter dem Buchstaben oder einen Kreis um den Buchstaben). So versucht der Gegenspieler sich mit jedem weiteren Rateversuch (die oftmals auf eine bestimmte Anzahl beschränkt werden) dem zu erratenden Wort zu nähern.
- Wörterbilden – Es wird ein längeres Wort vorgegeben und die Spieler müssen dann mit den gegebenen Buchstaben dieses Wortes neue Wörter bilden. Im Gegensatz zu Anagrammen darf auch nur ein Teil der Buchstaben verwendet werden, es dürfen jedoch keine Buchstaben verwendet werden, die in dem ursprünglichen Wort nicht vorkommen.

Oftmals werden Buchstabenspiele auch als Lernspiele für Kinder zur Festigung des Leseprozesses oder für Erwachsene zur Unterstützung beim Erlernen einer Fremdsprache als pädagogische Unterstützung angeboten.

## Rätsel
- Kreuzworträtsel
- Silbenrätsel

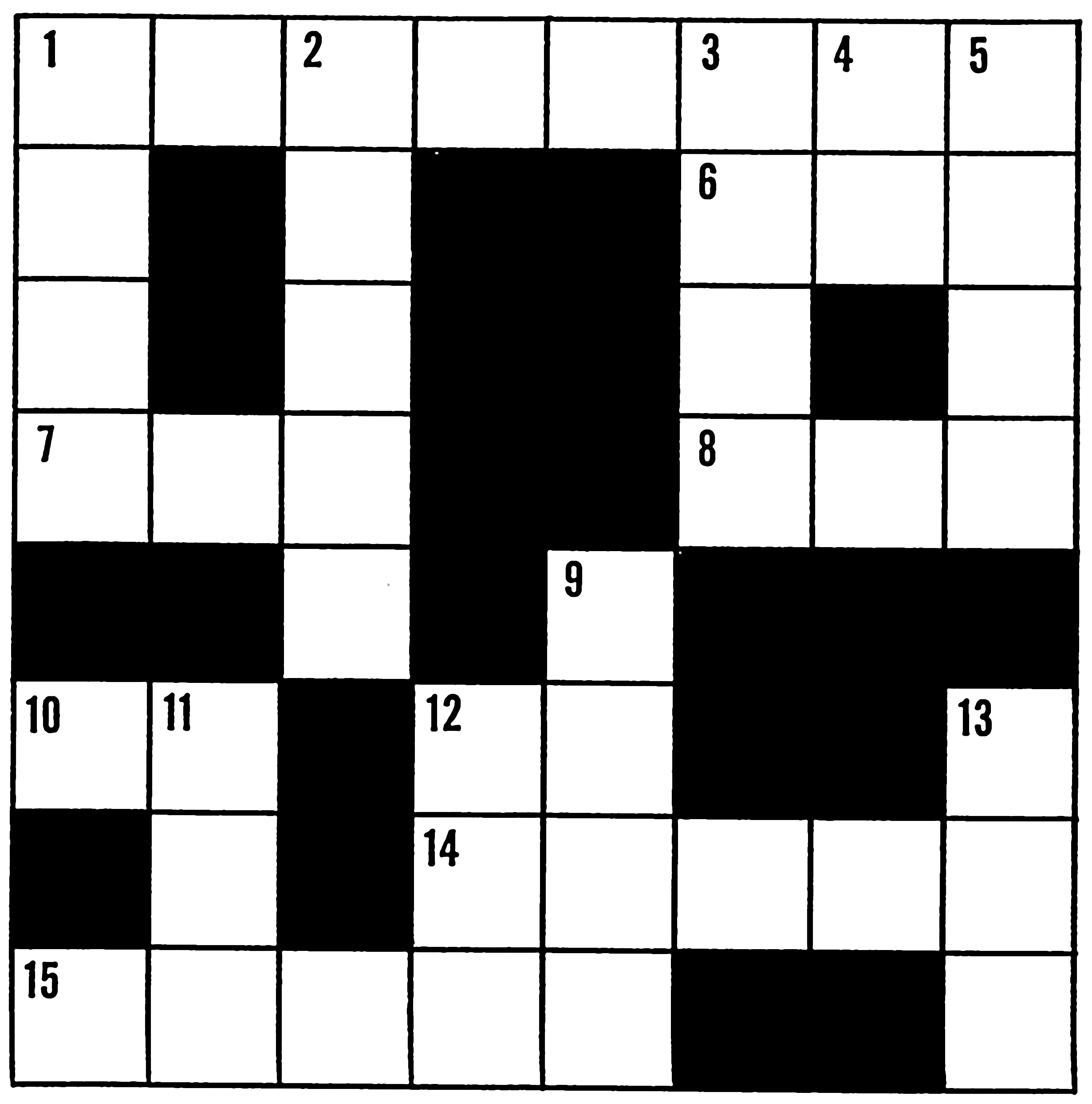
Einfaches Kreuzworträtsel mit schwarzen Feldern

- Suchsel – Wörter und Begriffe in einem Buchstabensalat finden; in einem Raster aus diversen Buchstaben sind verschiedene (oftmals vorgegebene oder umschriebene) Wörter versteckt, die horizontal, vertikal oder diagonal (auch entgegen der üblichen Leserichtung, von rechts nach links oder von unten nach oben) gefunden werden können.
- Rebus – Bilderrätsel
- Wortleiter
- Das Raten von Anagrammen und Palindromen